# Stazione di Sant'Antonio-Moccò
La stazione di Sant'Antonio-Moccò è stata una stazione ferroviaria posta sulla linea per Trieste-Erpelle; serviva i comuni di Sant'Antonio in Bosco e di Moccò, frazioni di San Dorligo della Valle.

## Storia
La stazione fu attivata insieme alla linea il 5 luglio 1887.
Dopo la prima guerra mondiale, con l'annessione della zona al Regno d'Italia, la stazione passò alle Ferrovie dello Stato italiane.
La stazione fu chiusa insieme alla linea il 31 dicembre 1958.